# نواه غروف
نواه غروف (بالإنجليزية: Noah Grove)‏ هو لاعب هوكي الجليد أمريكي، ولد في 1 مايو 1999.

## روابط خارجية
- نواه غروف على موقع Paralympic.org (الإنجليزية)
- نواه غروف على موقع اللجنة الأولمبية والبارالمبية الأمريكية (الإنجليزية)